# Josep Torroja i Tarrats
Josep Torroja i Tarrats (Reus, 1843 - 1886) va ser un impressor i llibreter català. Un germà seu, Sebastià Torroja, va ser advocat i periodista.
Josep Torroja va comprar el 1877 l'antiga impremta i llibreria que la família Roca havia tingut al carrer Major de Reus, i va fundar una empresa familiar amb la seva dona, que més endavant, quan va quedar viuda, va continuar ella. La Impremta de Roca, fundada el 1809, era molt prestigiosa a la ciutat, i Torroja va usar normalment en els anuncis que feia incloure a la premsa i com a peu d'impremta: "J. Torroja y Tarrats, sucesores de Roca". La llibreria, molt ben assortida, tenia a la venda tota mena de publicacions i tenia cura especialment dels autors locals. Tenia també un taller d'enquadernacions, igual que Roca.
El 1877 va continuar amb la impressió de l'Eco del Centro de Lectura en la seva quarta època, que havia començat a sortir dels tallers de Roca. El gener de 1868 va deixar d'imprimir-lo perquè la Imprenta del Centro d'Esteve Pàmies havia ofert a la societat Centre de Lectura unes millors condicions econòmiques, però un dels punts de subscripció de la revista va seguir sent la impremta de Torroja. El juliol de 1879, quan Isidor Frías va accedir a la presidència del Centre de Lectura, es va reorganitzar la revista de l'entitat, que va passar a ser setmanal. Es van imprimir alguns números a la Imprenta del Magisterio, fundada per Frías, però pel setembre d'aquell any va tornar a imprimir-la Torroja i Tarrats, fins al gener de 1882. També el 1879 va imprimir alguns números de Lo Campanar de Reus, una revista satírica i humorística, la primera publicada a la ciutat íntegrament en català, que abans havien imprès Pere Bofarull i Gaietà Sabater. El 1883, quan va aparèixer la Revista del Centro de Lectura, nou portaveu de l'entitat, Torroja en va ser l'impressor, donada la vinculació que tenia amb el Centre de Lectura, ja que n'era soci i tenia la confiança de la Junta. La revista va finalitzar per l'abril de 1884. Va imprimir també pel Centre de Lectura els volums del Certamen literari que l'entitat va celebrar el 1878, i diversos llibres de text d'Isidor Frias, professor a l'institut i president del Centre de Lectura.
Torroja es va especialitzar en la impressió de llibres de text per a les escoles, un material fàcil de fer i que tenia unes vedes assegurades. A part de gramàtiques, llibres d'història i de geografia, diccionaris i manuals de matemàtiques, també imprimia llibres d'urbanitat, com un Diálogo para aprender las principales reglas de urbanidad acompañado de algunas fórmulas para espresarse con cortesía publicat el 1883 i usat a la majoria d'escoles de Reus. Va imprimir goigs, romanços i novenaris, seguint la pràctica dels impressors Roca, i del 1879 al 1883 totes les memòries del Banc de Reus.
L'impressor va morir el 1886 i la seva viuda va continuar la impremta amb el nom de "Imprenta de la Viuda de Torroja", ajudada pel seu fill Agustí Torroja, el qual, fins al 1902 almenys, va seguir amb la botiga.